# كوشك ظفري (كوهمرة خامي)
کوشك ظفري (بالفارسية: کوشک ظفری) هي قرية تقع في إيران في قسم كوهمرة خامي الريفي. يقدر عدد سكانها بـ 58 نسمة بحسب إحصاء 2016.